# Muzeul Memorial al Holocaustului din Statele Unite ale Americii
Muzeul Memorial al Holocaustului din Statele Unite ale Americii (USHMM) este monumentul oficial american al Holocaustului. Acesta oferă metode de documentare, de studiu și interpretare a istoriei Holocaustului. Scopul său este de a ajuta liderii mondiali și cetățenii să combată ura, să prevină genocidele și să consolideze democrația și să promoveze demnitatea umană. 

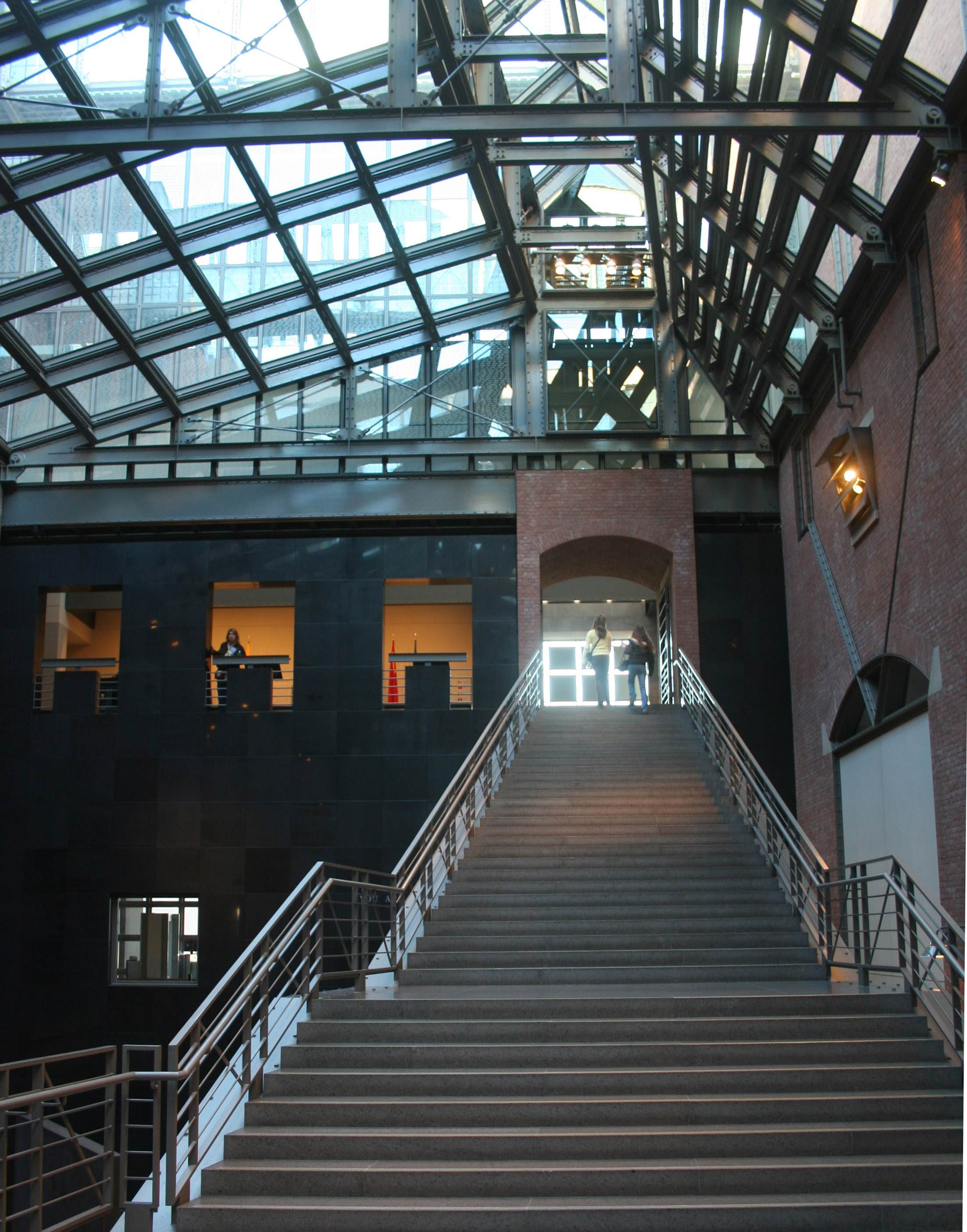
„The Hall of witness”, aceasta este scara de acces de la parterul clădirii spre partea superioară

De la dechidere, pe 22 aprilie 1993, muzeul a primit aproape 30 de milioane de vizitatori, printre care se numără 88 de șefi de stat și de peste 3.500 de oficiali străini din peste 132 de țări. Vizitatorii muzeului provin din toate colțurile lumii, mai mult de 90 la sută din vizitatorii muzeului nu sunt evrei.
Colecțiile USHMM conțin mai mult de 12,750 de artefacte, 49 de milioane de documente de arhivă, 80.000 de fotografii de importanță istorică, 1.000 de ore de înregistrări arhivate, 84.000 de documente disponibile în bibliotecă și peste 9.000 de testimoniale.

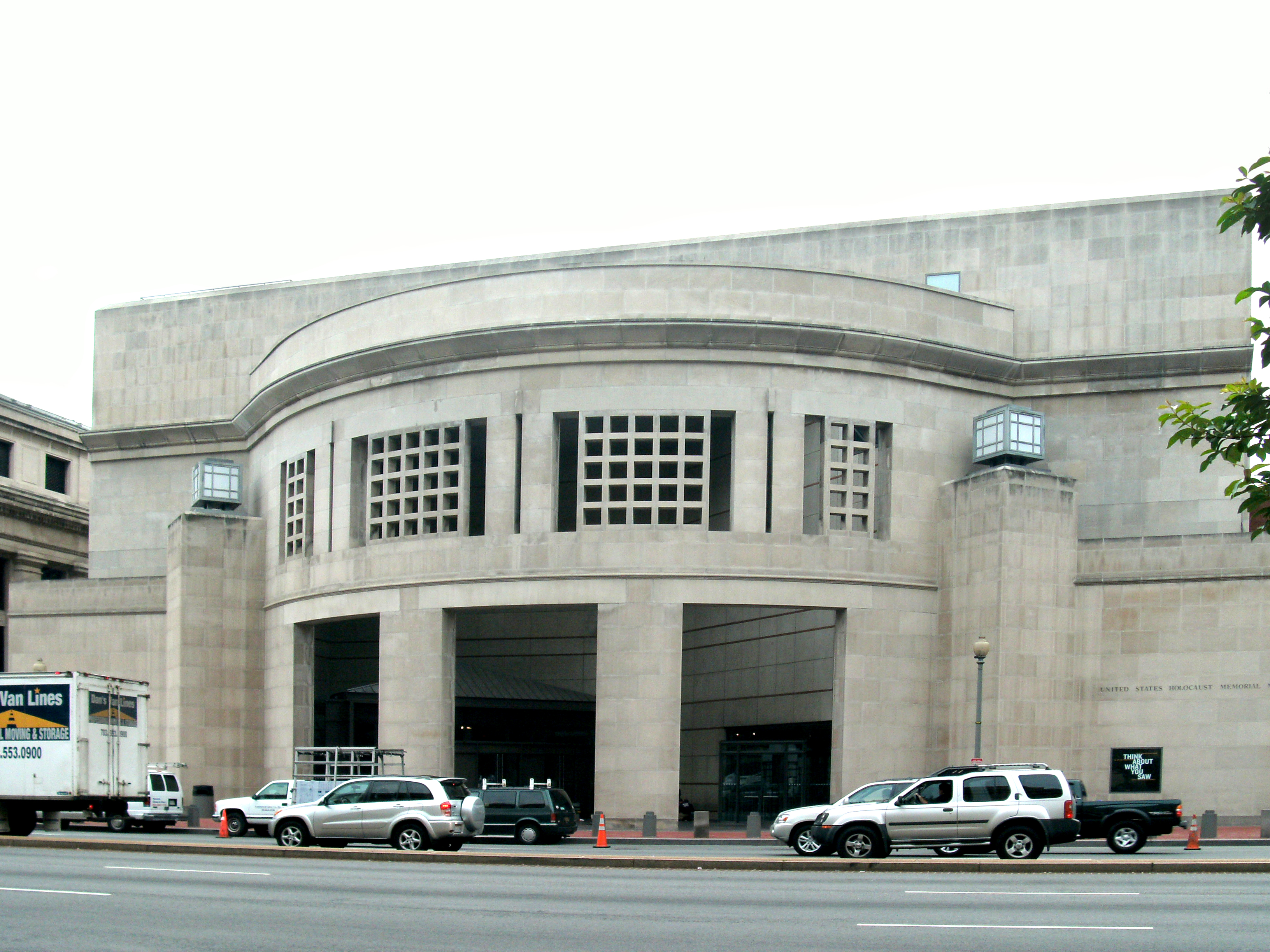
Muzeul Holocaustul din Statele Unite ale Americii

## Poziționare
Muzeul se află în Washinghton DC, în zona muzeelor Smithsonian. Accesul se face de pe strada 100 Raoul Wallenberg Place, stradă ce se intersectează cu aleea independenței. Astfel muzeul se află pe terenul adiacent monumentului supranumit cuiul din Washinghton, Washington Monument.

## Expoziții
USHMM conține două expoziții care au fost deschise în mod continuu din 1993 și numeroase expoziții deschise prin rotație care se ocupă cu diverse subiecte legate de Holocaust și drepturile omului. Sala de aducere-aminte (Remebrance Hall) este sala în formă octogonală care oferă spațiu de reculegere și reflectare în memoria celor șase milioane de victime și supraviețuitori ai Holocaustului. Vizitatorii pot comemora evenimentul prin aprinderea de lumănării în spațiile laterale ale sălii iar în partea centrală se află flacăra care arde veșnic.

## Expoziții permanente
Una din expozițiile permanente din muzeu este numită Holocaustul, aceasta a fost sponsorizată de către stat. Expoziția este prezentată pe cele trei etaje ale muzeului și conține fotografii, artefacte, filme și testimoniale care ajută la înțelegerea mai ușoară a holocaustului. Divizată în trei secțiuni, expoziția prezintă în ordine cronologică evenimentele. Astfel se începe cu viața în 1930 adică înainte de Holocaust, continuă cu ridicarea la putere a naziștilor și felul în care utilizau genocidul și tirania pentru arestarea evreilor și ca si concluzie, expoziția se închieie cu secția a treia care prezintă eliberarea deținuților din lagăre în după-amiaza încheierii Holocaustului. Muzeul nu recomandă ca această expoziție să fie vizitată de copii care nu au cel puțin vârsta de 11 ani.
Cea de-a doua expoziție permanentă este Amintiți-vă de copii: Povestea lui Daniel (Remember the children: Daniel's Story) care este localizată la primul etaj al clădirii și spune povestea Holocaustului din perspectiva unui copil care a fost crescut sub dominația Germaniei Naziste.

## Expoziții speciale
Alte expoziții sunt prezente în galeriile Sidney Kimmel, Rena Rowan și la centrul educațional Gonda. Aceste săli sunt poziționate în patea inferioară a circuitului, respectiv la parterul cladirii.

## Spații memoriale
În cadrul muzeului sunt prezente două spații destinate momentelor de reculegere. Prima este sala octogonală în care ard lumănările și flacăra veșnică iar cea de-a doua este zidul din cărămidă, dale, dedicat copiilor.Cei peste un milion si jumatate de copii asasinați în timpul Holocaustului sunt semnalați pe acest zid. Această sală se găsește în centrul educațional Gonda.

## Resursele muzeului
În centru de învățământ Wexner unde vizitatorii pot să exploateze diferite aspecte ale Holocaustului dar prin simpla accesare a textelor disponibile și ale fotografiilor, hărților, muzicii și testimonialelor. Registrul supraviețuitorilor este altă resusă proprie a muzeului care permite si încurajează supraviețuitorii Holocaustului să vină și să își înregistreze povestea lor. Nu în ultimul rând muzeul pune la dispoziție pentru cercetări avansate librăria și arhivele care se găsesc localizate la etajul cinci dar și la centrul de stundii avansate ale Holocaustului.